# Галарате
Галарате (итал. Gallarate) град је у Италији у регији Ломбардија. Према процени из 2010. у граду је живело 51.751 становника.

## Становништво
Према резултатима пописа становништва 2011. у општини је живело 50.456 становника.
| 1931.  | 1936.  | 1951.  | 1961.  | 1971.  | 1981.  | 1991.  | 2001.  | 2011.  |
| ------ | ------ | ------ | ------ | ------ | ------ | ------ | ------ | ------ |
| 23.560 | 24.505 | 29.728 | 35.477 | 43.685 | 47.259 | 44.977 | 46.361 | 50.456 |